# Euchontha longicornis
Euchontha longicornis är en fjärilsart som beskrevs av Kirby 1892. Euchontha longicornis ingår i släktet Euchontha och familjen tandspinnare. Inga underarter finns listade i Catalogue of Life.